# Camps-Saint-Mathurin-Léobazel
Camps-Saint-Mathurin-Léobazel – miejscowość i gmina we Francji, w regionie Nowa Akwitania, w departamencie Corrèze.
Według danych na rok 1990 gminę zamieszkiwały 293 osoby, a gęstość zaludnienia wynosiła 9 osób/km² (wśród 747 gmin Limousin Camps-Saint-Mathurin-Léobazel plasuje się na 360. miejscu pod względem liczby ludności, natomiast pod względem powierzchni na miejscu 143.).

## Populacja

Populacja Camps-Saint-Mathurin-Léobazel w latach 1962–2008